# Pedro (fodboldspiller, født 1997)
Pedro Guilherme Abreu dos Santos (født 20. juni 1997) er en brasiliansk fodboldspiller, der spiller for Flamengo.

## Landsholdet
Han blev udtaget til Brasiliens trup til VM i fodbold 2022 i Qatar.